# Conostegia arborea
Conostegia arborea är en tvåhjärtbladig växtart som först beskrevs av Diederich Franz Leonhard von Schlechtendal, och fick sitt nu gällande namn av Ernst Gottlieb von Steudel. Conostegia arborea ingår i släktet Conostegia och familjen Melastomataceae. Inga underarter finns listade i Catalogue of Life.